# Athemellus
Athemellus es un género de coleópteros de la familia Cantharidae.

## Especies
Las especies de este género son:
- Athemellus atricolor
- Athemellus atripennis
- Athemellus bimaculicollis
- Athemellus bipartitus
- Athemellus brunneus
- Athemellus chinensis
- Athemellus costulatus
- Athemellus dimidiaticrus
- Athemellus elongaticollis
- Athemellus elongatipes
- Athemellus elongatus
- Athemellus gracilior
- Athemellus hickeri
- Athemellus humeralis
- Athemellus limbatipennis
- Athemellus longipennis
- Athemellus martae
- Athemellus metallescens
- Athemellus minuscula
- Athemellus minutonitidus
- Athemellus multilimbatus
- Athemellus naokii
- Athemellus nigriceps
- Athemellus nigricolor
- Athemellus obscuricolor
- Athemellus pallicolor
- Athemellus pilipes
- Athemellus pubescens
- Athemellus rhagonychiformis
- Athemellus sanguineus
- Athemellus sauteri
- Athemellus schneideri
- Athemellus semiarcuatipes
- Athemellus semicyaneus
- Athemellus shikokuensis
- Athemellus simplicicornis
- Athemellus singularicollis
- Athemellus strangulatithorax
- Athemellus striatus
- Athemellus suturais
- Athemellus taihokuensis
- Athemellus terricola
- Athemellus testaceilabris
- Athemellus testaceipes
- Athemellus tryznai
- Athemellus tsuifengensis